# NGC 2687B
إن جي سي 2687B التي يرمز لها بالرمز MCG+08-16-039، هي مجرة، في كوكبة الدب الأكبر.

## الاكتشاف
اكتشفت في 11 مارس 1858، بواسطة ويليام بارسونز.